# Ashita no Sora
Singles de SPEED
Walking in the Rain / Stars to Shine Again
(27 nov. 2003) S.P.D.
(27 mai 2009)
Ashita no Sora (あしたの空) est le quinzième single du groupe SPEED, sorti en 2008.

## Présentation
Le single, écrit, composé et produit par Hiromasa Ijichi, sort le 12 novembre 2008 au Japon sur le label Sonic Groove. Il sort à l'occasion de la reformation définitive du groupe (annoncée en septembre précédent), près de huit ans après sa séparation en mars 2000 (il s'était reformé ponctuellement en 2001 et 2003 pour des concerts de charité avec quelques disques à la clé), et cinq ans après son précédent single Walking in the Rain / Stars to Shine Again (enregistré lors d'une de ces reformations).
C'est le premier disque du groupe à sortir également en édition limitée au format CD+DVD avec une pochette différente et incluant un DVD en supplément. Il atteint la 3e place du classement des ventes de l'Oricon, et reste classé pendant onze semaines. Il se vend mieux que le single précédent, mais moins bien que ceux d'avant.
La chanson-titre est utilisée comme générique du drama OL Nippon ; elle figurera telle quelle sur l'album de reprise Speedland qui sortira neuf mois plus tard (les autres titres de cet album sont des reprises d'anciennes chansons du groupe), et sera aussi présente sur le prochain album original 4 Colors qui sortira finalement quatre ans après le single, fin 2012. La deuxième chanson du single, Something New, ne figurera sur aucun album. Le single contient également un medley enregistré pour l'occasion de trois anciens titres du groupe (White Love, Steady, Body and Soul), et les versions instrumentales.

## Liste des titres
Toutes les chansons sont écrites et composées par Hiromasa Ijichi.
| CD    | CD                                                    | CD                              | CD    | CD | CD | CD | CD | CD | CD |
| No    | Titre                                                 | Arrangements                    | Durée |    |    |    |    |    |    |
| ----- | ----------------------------------------------------- | ------------------------------- | ----- | -- | -- | -- | -- | -- | -- |
| 1.    | Ashita no Sora (あしたの空)                           | Satoshi Nakayama, U-key Zone    | 4:33  |    |    |    |    |    |    |
| 2.    | Something New (SOMETHING NEW)                         | Makoto Sakuma, Satoshi Nakayama | 3:33  |    |    |    |    |    |    |
| 3.    | White Love ~ Steady ~ Body & Soul 2008 (Medley)       | Yasutaka Mizushima              | 6:18  |    |    |    |    |    |    |
| 4.    | Ashita no Sora (Instrumental) (あしたの空 ...)        | Satoshi Nakayama, U-key Zone    | 4:32  |    |    |    |    |    |    |
| 5.    | Something New (Instrumental) (SOMETHING NEW ...)      | Makoto Sakuma, Satoshi Nakayama | 3:33  |    |    |    |    |    |    |
| 6.    | White Love ~ Steady ~ Body & Soul 2008 (Instrumental) | Yasutaka Mizushima              | 6:15  |    |    |    |    |    |    |
| 28:48 |                                                       |                                 |       |    |    |    |    |    |    |

| 1. | Ashita no Sora (Video Clip) (あしたの空) |  |
| 2. | Off Shot (OFF SHOT)                      |  |